# Talaimannar
Talaimannar (Tamil: தலைமன்னார், Singhalesisch: තලෙයිමන්නාරම) ist ein Ort an der Nordküste der Insel Mannar im sri-lankischen Distrikt Mannar.
Es gibt hier von einem ins Meer hinausgebauten Pier eine gelegentliche Fährverbindung über die Palkstraße nach Rameswaram auf der indischen Insel Pamban, sofern die politischen Verhältnisse es zulassen. In unmittelbarer Nähe steht der 1915 erbaute Leuchtturm.

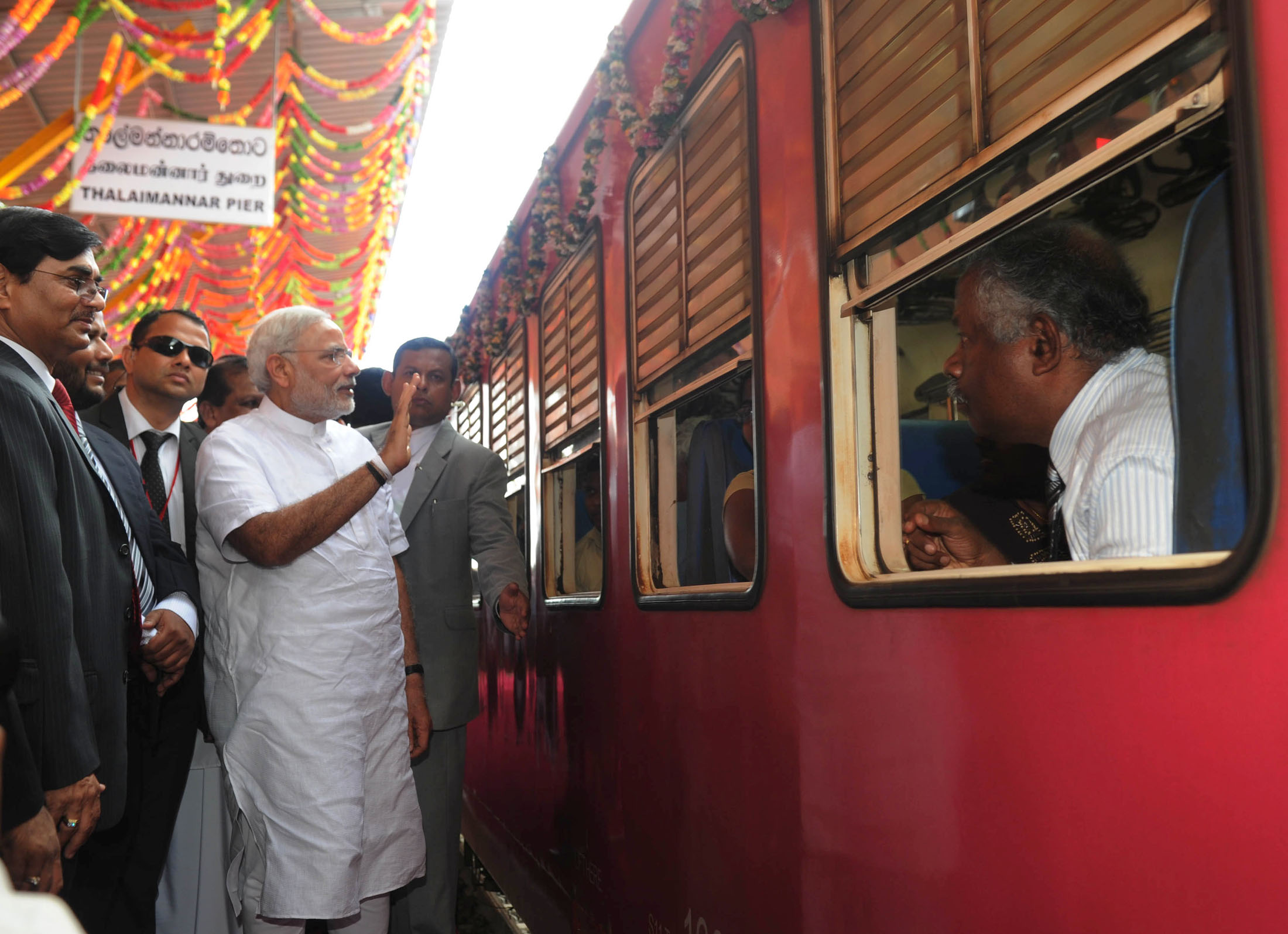
Einweihung der Bahnstation in Talaimannar Pier mit dem indischen Premierminister Narendra Modi (2015)

Früher war Talaimannar eine Hafenstadt mit einer Fährverbindung nach Dhanushkodi auf der indischen Insel Pamban. Es bestand eine Zugverbindung nach Colombo; von Dhanushkodi aus gab es eine Zugverbindung zum indischen Festland. Durch einen Zyklon im Dezember 1964 wurde Dhanushkodi mit seinen Hafenanlagen und der Eisenbahnstrecke vollständig zerstört, ebenso wurden die Nordküste von Mannar schwer geschädigt und die Hafenanlagen von Talaimannar zerstört. Da die Verkehrsverbindungen nicht wiederhergestellt wurden bzw. werden konnten, wurde auch die Zugverbindung nach Talaimannar vorübergehend aufgegeben. Nach Ende des Bürgerkriegs in Sri Lanka wurde die Wiederherstellung in Angriff genommen, die Zugstrecke nach Talaimannar (Mannar line) war 2014 zu 90 % wieder instand gestellt und wurde 2015 wieder eröffnet.